# Општина Центар Жупа
Општина Центар Жупа је једна од 13 општина Југозападног региона у Северној Македонији. Седиште општине је истоимено насеље Центар Жупа.

## Положај
Општина Центар Жупа налази се у западном делу Северне Македоније и погранична је према Албанији на западу. Са других страна налазе се друге општине Северне Македоније:
- север, исток и запад — Општина Дебар
- југоисток — Општина Кичево
- југ — Општина Струга

## Природне одлике
Рељеф: Општина Центар Жупа налази у средишњем делу тока Црног Дрима, у области Дримкол. Западни део општине нижи и долински, док је источни планински — планина Стогово.
Клима у општини влада жупна клима, која има благе одлике с обзиром на надморску висину. На већи мвисинама она прелази у планинску.
Воде: Најважнији ток у општини је река Црни Дрим која чини западну границу општине, а сви мањи водотоци су њене притоке. На Црном Дриму је створено вештачко Дебарско језеро, које својим јужним делом припада општини Центар Жупа.

## Становништво
Општина Центар Жупа имала је по последњем попису из 2002. г. 6.519 ст., од чега у седишту општине, селу Центар Жупа, 800 ст. (12%). Општина је средње густо насељена.
Национални састав по попису из 2002. године био је:
|                 | Број  | Постотак |
| Укупно          | 6.519 | 100%     |
| Турци (Торбеши) | 5.226 | 80,2%    |
| Македонци       | 814   | 12,5%    |
| Албанци         | 454   | 7,0%     |
| остали          | 25    | 0,4%     |

Претежна вероисповест у општини је ислам, а мањинска православље.

## Насељена места
У општини постоје 23 насељена места, сва са статусом села:
| - Центар Жупа (Вапа) - Бајрамовци - Баланци - Брештани - Броштица - Власићи | - Голем Папрадник - Горенци - Горњи Мелничани - Долгаш - Доњи Мелничани - Евла | - Елевци - Житинени - Кочишта - Коџаџик - Мали Папрадник - Новак | - Осолница - Оџовци - Пареши - Праленик - Црно Боци |  |